# Angelica Bäumer

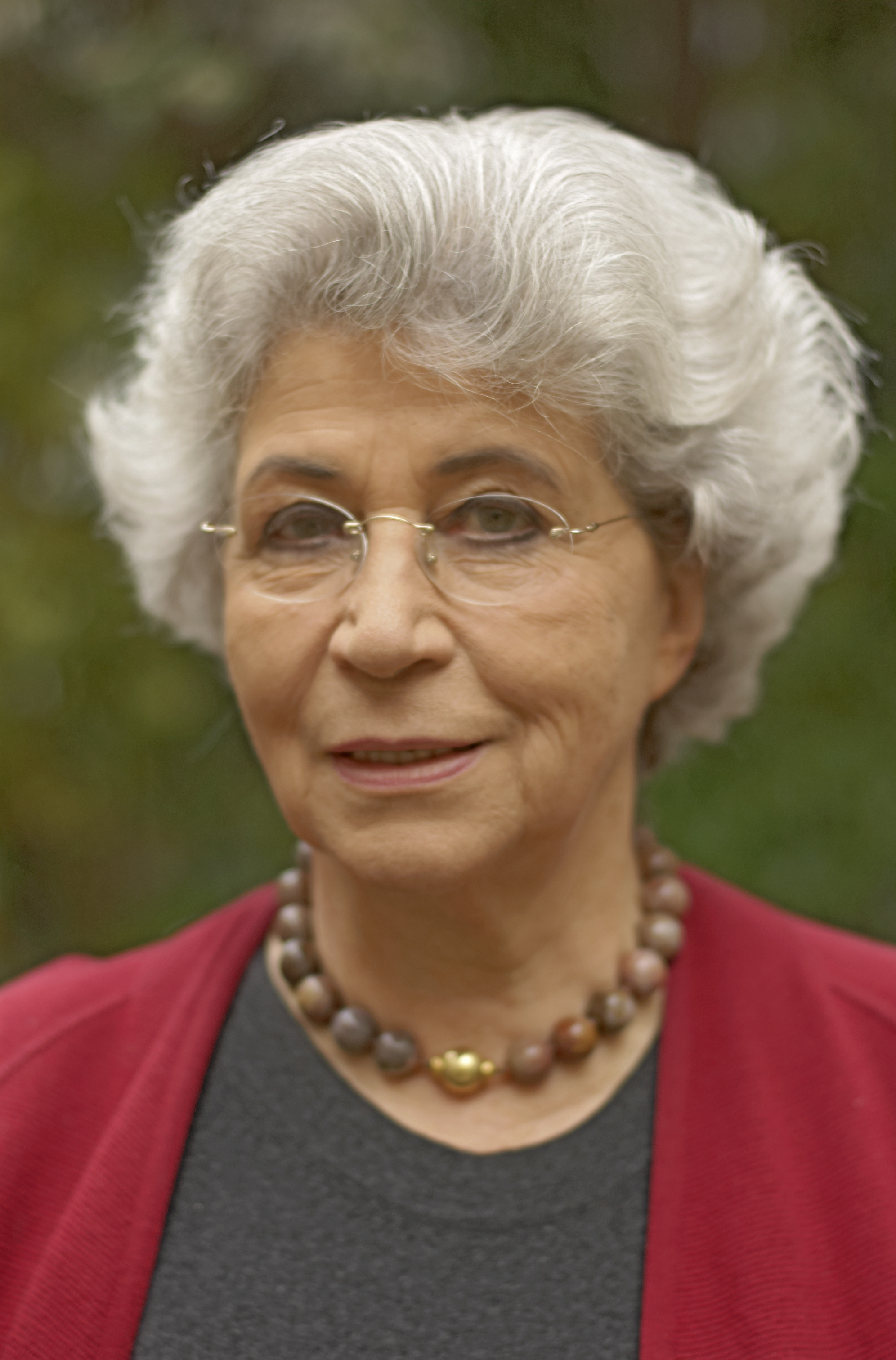
Angelica Bäumer

Angelica Bäumer (* 15. Jänner 1932 in Frankfurt am Main; † 18. Juli 2025) war eine österreichische Kunstkritikerin, Ausstellungs-Kuratorin und Autorin.

## Leben
Angelica Bäumer wurde 1932 als Tochter von Eduard Bäumer, einem  Kunstmaler, der in Frankfurt an der Städelschule studiert hatte, geboren. Mutter Valerie, die ebenfalls Kunst an der Städelschule in Frankfurt studiert hatte, stammte aus einer jüdischen Wiener Fabrikantenfamilie. 1933 erfolgte die Übersiedlung nach Salzburg. Das letzte Kriegsjahr überlebte die Familie als U-Boot in Großarl.
Angelica Bäumer studierte von 1949 bis 1953 Musik, Kunstgeschichte und Architektur in Wien. Ab 1971 war sie langjährige Mitarbeiterin bei Hörfunk und Fernsehen und für zahlreiche Kunstbeiträge im Österreichischen Rundfunk verantwortlich. Als Autorin von Kunstbüchern, Katalogtexten, Monographien, zumeist über österreichische Künstler, hat sie sich einen Namen gemacht und sie sorgte für die Organisation von Ausstellungen und Symposien. Sie war Kommissarin von Biennalen in Sydney und Puerto Rico sowie nationales und internationales Jurymitglied für bildende Kunst. In ihrer Position als Ministersekretärin im Bundesministerium für Unterricht, Kunst und Sport war sie extern verantwortlich für Presse und intern für die Kultursektion. Sie war langjährige Präsidentin des Freundevereins „Künstlerhaus Wien“ und „Art/Brut Center Gugging“ und war Vorstandsmitglied der AICA (Association Internationale des Critiques d’Art), einer NGO der UNESCO mit Sitz in Paris. Angelica Bäumer lebte in Wien.